# Pierre Ochs (ski)
Pour les articles homonymes, voir Pierre Ochs.
Pierre Ochs, né le 16 décembre 1984 à Thonon-les-Bains en Haute-Savoie, est un skieur acrobatique français spécialisé dans les bosses. Il participe aux Jeux olympiques d'hiver de 2006 à Turin. Il est originaire de Châtel, station de sports d'hiver. Parallèlement au sport, il poursuit des études de kinésithérapie à l'Université Joseph Fourrier - Grenoble I.

## Palmarès
- Coupe du monde
  - Meilleur classement général de la Coupe du monde de bosses : 8e en 2007
  - Meilleure performance dans des épreuves de Coupe du monde : 3e

### Championnats de France
- vice-champion de France de ski de bosses en 2007
- 2 fois vice-champion de France de ski de bosses parallèles : 2007 et 2009